# Маракасуме

Маракасуме на карте штата.

Маракасуме (порт. Maracaçumé) — муниципалитет в Бразилии, входит в штат Мараньян. Составная часть мезорегиона Запад штата Мараньян. Входит в экономико-статистический микрорегион Гурупи. Население составляет 19 155 человек на 2010 год. Занимает площадь 635,824 км². Плотность населения — 30,13 чел./км².

## Демография
Согласно сведениям, собранным в ходе переписи 2010 г. Национальным институтом географии и статистики (IBGE), население муниципалитета составляет:
| Полное население                               | Полное население                               | Полное население                               | Полное население                               | 19 155 |
| ---------------------------------------------- | ---------------------------------------------- | ---------------------------------------------- | ---------------------------------------------- | ------ |
| в том числе:                                   | Городское население                            | 15 829                                         | Процент городского населения, %                | 82,64  |
|                                                | Сельское население                             | 3326                                           | Процент сельского населения, %                 | 17,36  |
|                                                | Мужское население                              | 9593                                           | Процент мужского населения, %                  | 50,08  |
|                                                | Женское население                              | 9562                                           | Процент женского населения, %                  | 49,92  |
| Плотность населения, чел/км²                   | Плотность населения, чел/км²                   | Плотность населения, чел/км²                   | Плотность населения, чел/км²                   | 30,13  |
| Население муниципалитета в % к населению штата | Население муниципалитета в % к населению штата | Население муниципалитета в % к населению штата | Население муниципалитета в % к населению штата | 0,29   |

По данным оценки 2016 года, население муниципалитета составляет 20 815 жителей.

## Статистика
- Валовой внутренний продукт на 2003 год составляет 21 767 193,00 реалов (данные: Бразильский институт географии и статистики).
- Валовой внутренний продукт на душу населения на 2003 год составляет 1359,94 реалов] (данные: Бразильский институт географии и статистики).
- Индекс развития человеческого потенциала на 2000 год составляет 0,613 (данные: Программа развития ООН).

## Важнейшие населенные пункты
| № | Населённый пункт | Населённый пункт (порт.) | Категория | Население чел. (2010) | На карте                       |
| - | ---------------- | ------------------------ | --------- | --------------------- | ------------------------------ |
| 1 | Маракасуме       | Maracaçumé               | город     | 15 829                | 2°02′49″ ю. ш. 45°57′38″ з. д. |
| 2 | Кажуэйру         | Cajueiro                 | поселок   | 851                   | 1°57′35″ ю. ш. 46°00′57″ з. д. |
| 3 | Вера-Круз        | Vera Cruz                | поселок   | 606                   | 1°55′16″ ю. ш. 46°01′04″ з. д. |
| 4 | Вила-Менандис    | Vila Menandes            | поселок   | 336                   | 1°55′10″ ю. ш. 46°01′59″ з. д. |
| 5 | Сентро-ду-Жаси   | Centro do Jacy           | поселок   | 336                   | 2°06′36″ ю. ш. 46°04′29″ з. д. |
| 6 | Касулу           | Casulo                   | поселок   | 285                   | 2°02′53″ ю. ш. 46°00′15″ з. д. |